# Vellóziafélék
A vellóziafélék (Velloziaceae) a csavarpálma-virágúak (Pandanales) egyik családja. Ezt a családot már sok más egyszikű-csoporttal kapcsolatba hozták. Így pl. szerepelt már a liliomok (Liliales) között, de hozták már kapcsolatba a broméliafélékkel (Bromeliaceae) is.
A család tagjai trópusi területeken elterjedtek. Fa- vagy cserjealkatúak, esetleg évelő lágyszárúak. Szárazságtűrő, xerofiton növények (a család egyik nemzetsége éppen ezért viseli a Xerophyta nevet). A törzsük egyszerű vagy látszólag villás elágazású, és maradó levélhüvelyekkel borított. A gyökerek a kúszó föld alatti gyöktörzsből csomókban erednek. A levelek szilárdítószövete (szklerenchima) igen fejlett. A virágok végállóak, aktinomorfak, kétivarúak. A virágtakaró lepel, mely kétkörű, a lepellevelek még színesek, feltűnőek, a belső lepelkör gyakran koronaszerűen egységessé nő össze (mint pl. a nárcisz virágában). A porzók száma eredetileg 6, két körben (3 + 3), de a porzókezdemények hasadása lévén számuk jelentősen megnövekszik (18–66). A magház alsó állású, három rekeszes, külsején növényi szőrök találhatók. A placentáció centrális. A magházban sok magkezdemény fejlődik.
A csoportba két alcsalád tartozik: a Vellozioideae és a monotipikus, azaz csak egyetlen fajt számláló Acanthochlamydoideae. A Vellozia nemzetség a család névadója, ahová dél-amerikai elterjedésű fajok tartoznak. A Xerophyta nemzetség főként Kelet-Afrikában jellemző. Mindkét nemzetség szárazságtűrő, s trópusi hegyvidékek száraz övezeteiben alkotnak sziklai cserjéseket és füves vegetációt.

## Nemzetségek
- Vellozioideae alcsalád
  - Aylthonia
  - Barbacenia
  - Barbaceniopsis
  - Burlemarxia
  - Nanuza
  - Pleurostima
  - Talbotia
  - Vellozia
  - Xerophyta
- Acanthochlamydoideae alcsalád
  - Acanthochlamys
    - Acanthochlamys bracteata